# Stefan Niementowski
Stefan Dominik Niementowski  (né le 4 avril 1866 à Zolkiew - mort le 13 juillet 1925) à Varsovie est un chimiste polonais connu pour la réaction de Niementowski.

## Biographie
Il entreprend ses études de chimie en 1882 à l'université nationale polytechnique de Lwów, il continue à l'université technique de Berlin depuis 1883 et pour finir en 1885 à l'université technique de Munich. Il passe son doctorat en 1886 à l'université d'Erlangen. Il revient ensuite à l'université de Lwów où depuis 1890 il dirige le département de chimie analytique, deux ans plus tard il devient professeur. Il a été recteur de son université en 1899/1900, 1900/1901 et 1908/1909. Il met au point une méthode de la condensation des acides aminés aromatiques avec des amides acides qui a été nommée la réaction de Niementowski. Il est un des cofondateurs de la société chimique de Pologne.
Le 2 mai 1923 il a été décoré de la Croix de Commandeur de l'Ordre Polonia Restituta.